# Sârbova, Timiș
Sârbova (în maghiară Szirbova) este un sat în comuna Racovița din județul Timiș, Banat, România.

## Așezare
Localitatea este așezată în lunca Timișului, la sud de râu, la est de pădurea Chevereș și la nord de orașul-stațiune Buziaș; în sud se află satul Bacova și în est satul Hitiaș. De la Bacova pe lângă satul Sârbova merge drumul asfaltat la Hitiaș, Racovița etc. Distanța față de cel mai apropiat centru urban, orașul Buziaș, este de circa 8 km.

## Istorie

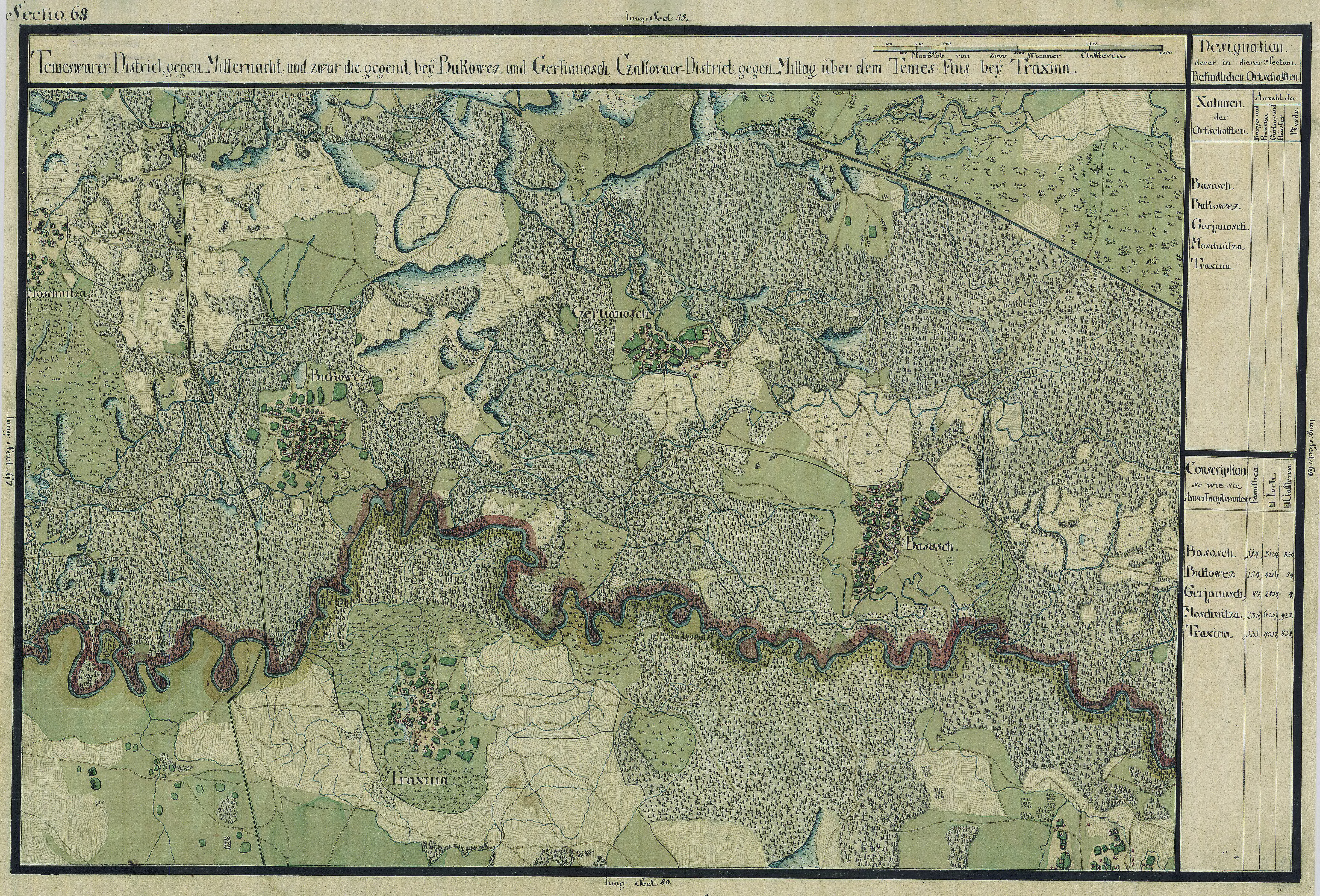
Sârbova în Harta Iosefină a Banatului, 1769-72

Originile satului se identifică în Evul Mediu. În această perioadă satul apare locuit cu români. Ei și-au ridicat o biserică de lemn în secolul XVII. Evidențele camerale austriece din 1717, prezintă satul cu 52 de case, fără să precizeze numărul locuitorilor, însă un număr mare de case comparativ cu alte sate bănățene recenzate în acel an. Școala a fost construită în 1740 și a reprezentat un catalizator pentru dezvoltarea vieții culturale românești.
A aparținut de districtul Ciacova.

## Populația
În urmă cu 100 de ani, populația Sârbovei era de trei ori mai mare față de cea din prezent. Dacă la recensământul din 1910, avea 908 locuitori, la recensământul din 2002 avea 320 locuitori. Majoritatea locuitorilor sunt români, creștini ortodocși.

## Etnografie

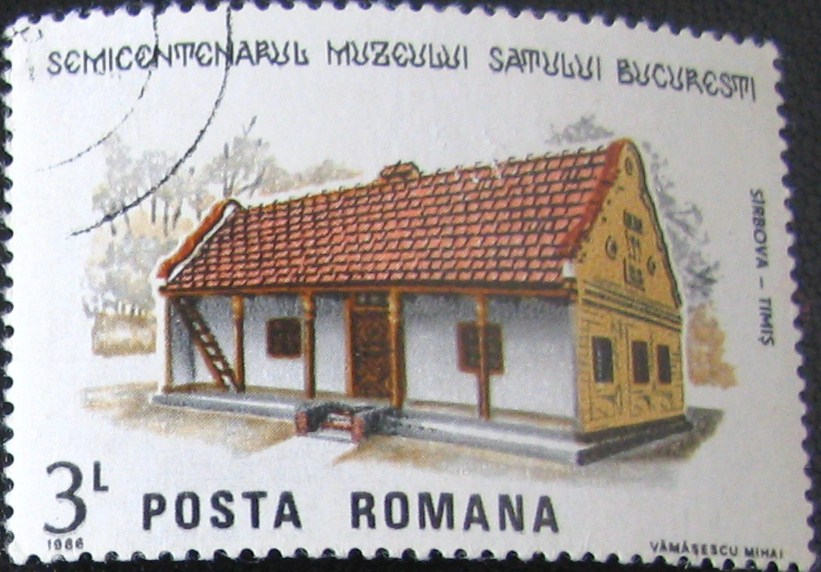
Timbru poștal reprezentând casa tradițională din Sârbova, expusă la Muzeul Satului din București

- Monografie întocmita în perioada interbelică de Institutul sociologic Banat-Crișana.
- Casa din Banatul de Pustă de la Muzeul Național al Satului „Dimitrie Gusti” este o copie fidelă a unei case din Sârbova.